# دایانا راس
دایانا ارنستین ایرل راس (به انگلیسی: Diana Ernestine Earle Ross) (زادهٔ ۲۶ مارس ۱۹۴۴)؛ خواننده و بازیگر زن اهل آمریکا است. مادرش معلم مدرسه و پدر وی از سربازان ارتش ایالات متحده بود. او در دههٔ شصت میلادی خوانندهٔ اصلی گروه سوپرمس (Supremes) بود. راس در ۱۴ ژانویه ۱۹۷۰ برای ادامه حرفه‌اش به‌عنوان خواننده تک، از گروه جدا شد. از زمان آغاز فعالیت او با گروه سوپرمس و نیز به‌عنوان خواننده تک، بیش از ۱۰۰ میلیون نسخه از آثارش به فروش رفته است. او یکی از پرفروش‌ترین هنرمندان موسیقی جهان است. وی همچنین به علت بازی در چندین فیلم سینمایی موفق به کسب جوایز متعددی شده است.
راس یک خواننده سوپرانو است.